# Schwedderbergstraße 35 (Bad Suderode)
Das Haus Schwedderbergstraße 35 war ein denkmalgeschütztes Gebäude im zur Stadt Quedlinburg in Sachsen-Anhalt gehörenden Ortsteil Bad Suderode. 

## Lage
Es befand sich südlich des Ortskerns Bad Suderodes, auf der Nordseite der Schwedderbergstraße. Südlich erhebt sich der Schwedderberg. Im örtlichen Denkmalverzeichnis war das Gebäude als Sanatorium eingetragen.

## Architektur und Geschichte

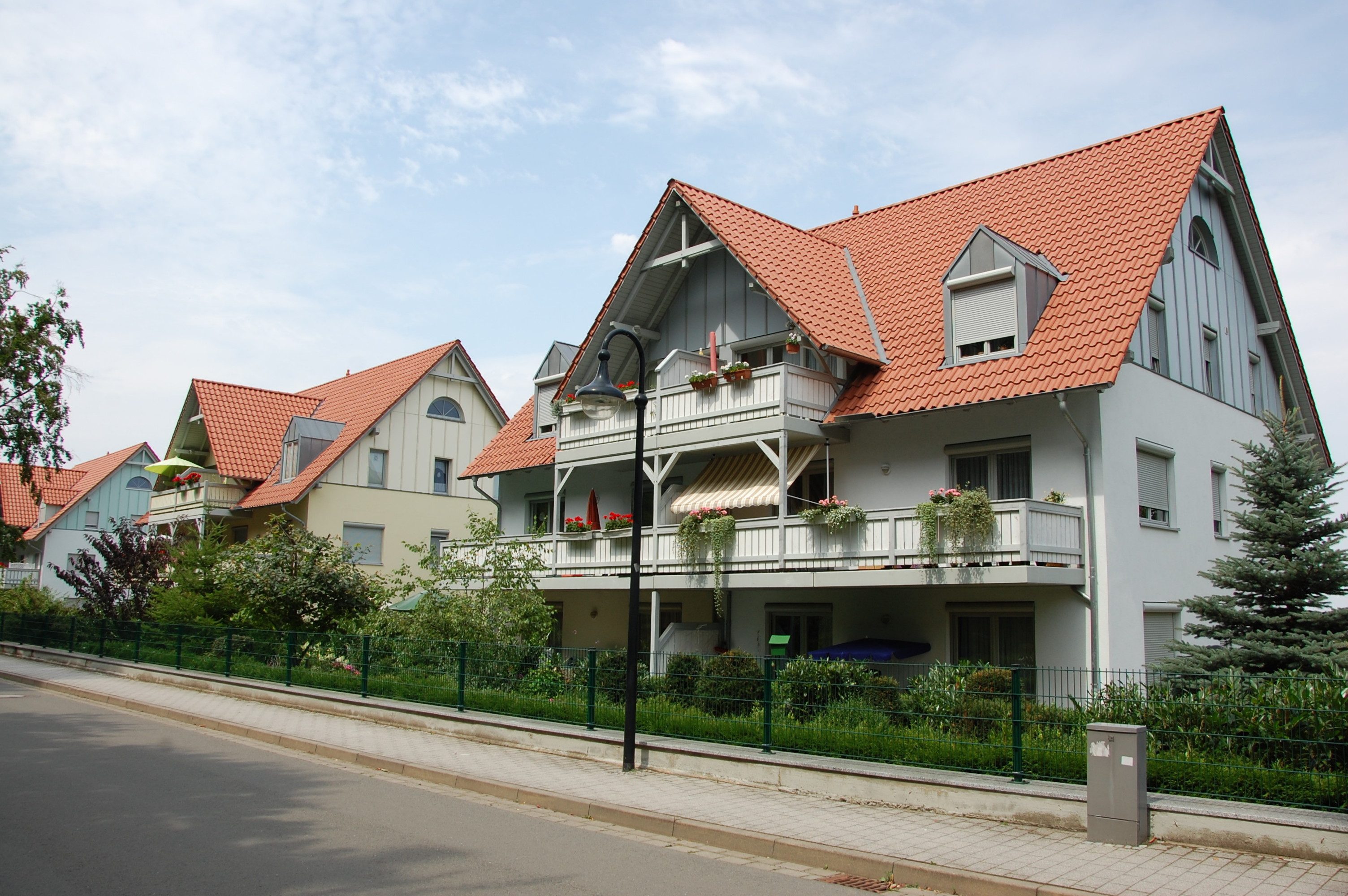
Neubebauung in der Schwedderbergstraße

Das zweigeschossige Gebäude entstand Ende des 19. Jahrhunderts. Es war langgestreckt und verfügte über eine Fachwerkfassade. Vor das Haus war ein aufwendig gestalteter zweigeschossiger Verandavorbau gesetzt.
Anfang des 21. Jahrhunderts wurde das Gebäude abgerissen. Das Grundstück wurde dann mit neuen Wohnhäusern bebaut.